# Beato de Fernando I y doña Sancha
El Beato de Fernando I y doña Sancha (vitrina 14-2 de la Biblioteca Nacional de España), es un manuscrito iluminado de mediados del siglo XI se llama así por el nombre del donante, Fernando I de León, aunque también se le denomina Beato de Facundo por el nombre del copista, Beato de San Isidoro de León por ser la Basílica de San Isidoro de León el lugar donde se encontraba originalmente o Segundo Beato de la Biblioteca Nacional por ser la Biblioteca Nacional de España en Madrid el lugar donde se conserva actualmente con la referencia Vit. 14-2.
El Beato de Fernando I que contiene el Comentario al Apocalipsis de Beato de Liébana, encuadernado en piel consta de 312 folios en pergamino (624 páginas a 2 columnas) con 35 líneas de escritura visigótica e ilustrado con 98 miniaturas. 
Sus miniaturas siguen la tradición de beatos anteriores, siguiendo un esquema estereotipado de simbolismo, con dibujo firme y preciso. Lo que le diferencia principalmente es su gama de colores brillantes, sobre todo por su excelente estado de conservación y por la elegancia de sus formas, donde las figuras estilizadas han perdido su hieratismo e introducen movimientos que dinamizan la imagen. Pertenece al llamado tercer estilo de los Beatos, románico, con mayores influencias internacionales.
Facundo sigue meticulosamente la estructura de las miniaturas del Beato de la Seo de Urgel realizado en La Rioja o León en el año 975. También se inspira en el Beato de Valcavado, terminado por Oveco en el año 970 y es influenciado por el Beato Magio realizado alrededor del año 958 en el monasterio mozárabe de San Miguel de Escalada (León).
Aunque no existe indicación más que del nombre del copista (Facundus scripsit), parece probable que se realizase en un scriptorium regio especializado como pudiese ser el de Sahagún (León).
Es el más lujoso manuscrito ilustrado medieval miniado que tiene la Biblioteca Nacional de España. La obra que contiene es el Commentarium in Apocalypsin de Beato de Liébana.
El códice fue copiado en León en 1047 por Facundo, se cree que en su totalidad, dada la regularidad de la escritura incluso en iniciales e inscripciones mayúsculas. No se conoce el nombre del iluminador, que realizó su tarea después de haberse completado la copia del texto. 
Existe una edición facsímil del Beato de Fernando I y doña Sancha, acompañada de un volumen de estudio, realizada por le editorial española M. Moleiro Editor.

## Historia

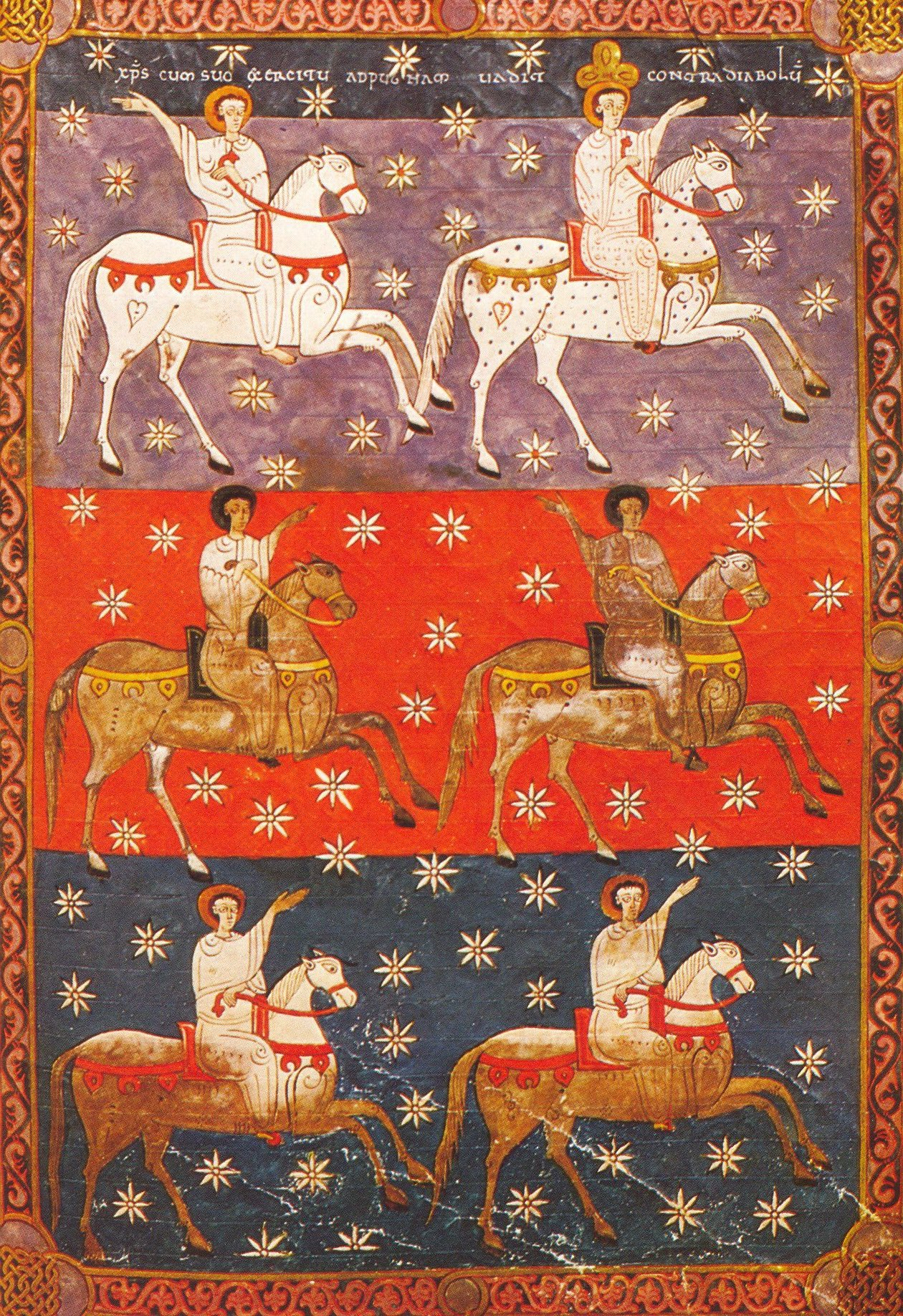
El caballero fiel y verdadero. Los ejércitos del cielo. Apoc. XIX.

Encargado por los reyes Fernando I de León y Sancha de León, es de suponer que el códice quedara en el aula regia hasta 1063, momento en que se trasladaría a la basílica de San Juan Bautista de León, que pasaba a denominarse de San Isidoro, al albergar las reliquias del santo en su nueva consagración.
En junio de 1572 el códice seguía en San Isidoro de León, como lo testimonia Ambrosio de Morales. Pero poco después empezó a pasar de mano en mano. 
En la segunda mitad del siglo XVII, el marqués de Mondéjar lo tenía en su poder. En la guerra de sucesión la biblioteca del marqués fue incautada por Felipe V y el manuscrito pasó en el primer decenio del siglo XVIII a la Biblioteca Real. Una vez allí fue encuadernado con piel estrezada, en el siglo XIX.
En su visita a Léon, Ambrosio de Morales anota que estaba allí el Beato de Valcavado (hoy en la Universidad de Valladolid). De esta copia proceden casi con seguridad los cinco primeros folios del manuscrito de Fernando y Sancha. Se trata de unas genealogías a las que les faltan las miniaturas, que nunca se pintaron.

## El mecenazgo de Fernando y Sancha
El Beato 14-2 de la Biblioteca Nacional de España es el único códice de este género que no se copió para un monasterio entre los siglos X y XI. Fueron los monarcas Fernando I y Sancha, bajo cuyo reinado se reunificaron León y Castilla en 1037, quienes encargaron la obra junto con otras, en un mecenazgo cultural que tenía a la vez un interés religioso y político.
A la muerte de Bermudo III, hijo de Alfonso V, el trono leonés pasó a su hermana Sancha y por tanto a Fernando, su esposo, un navarro, hijo de Sancho el Mayor, que había heredado la corona de Castilla. El monarca tuvo que vencer las reticencias de nobles como Laín Fernández, comes de León, y siempre puso por delante el título leonés a cualquier otro, llegando a asociar la idea de "imperium" a su dignidad de rey de León.
En León estableció Fernando su centro de poder y a la ciudad dedicó construcciones y tesoros que fueron financiados con las incursiones de sus tropas hasta la frontera del Duero y hasta Coímbra. El reinado de Fernando I supuso la recuperación cultural del reino leonés, después de medio siglo de decadencia tras las destrucciones de al-Mansur, y las bases del románico.

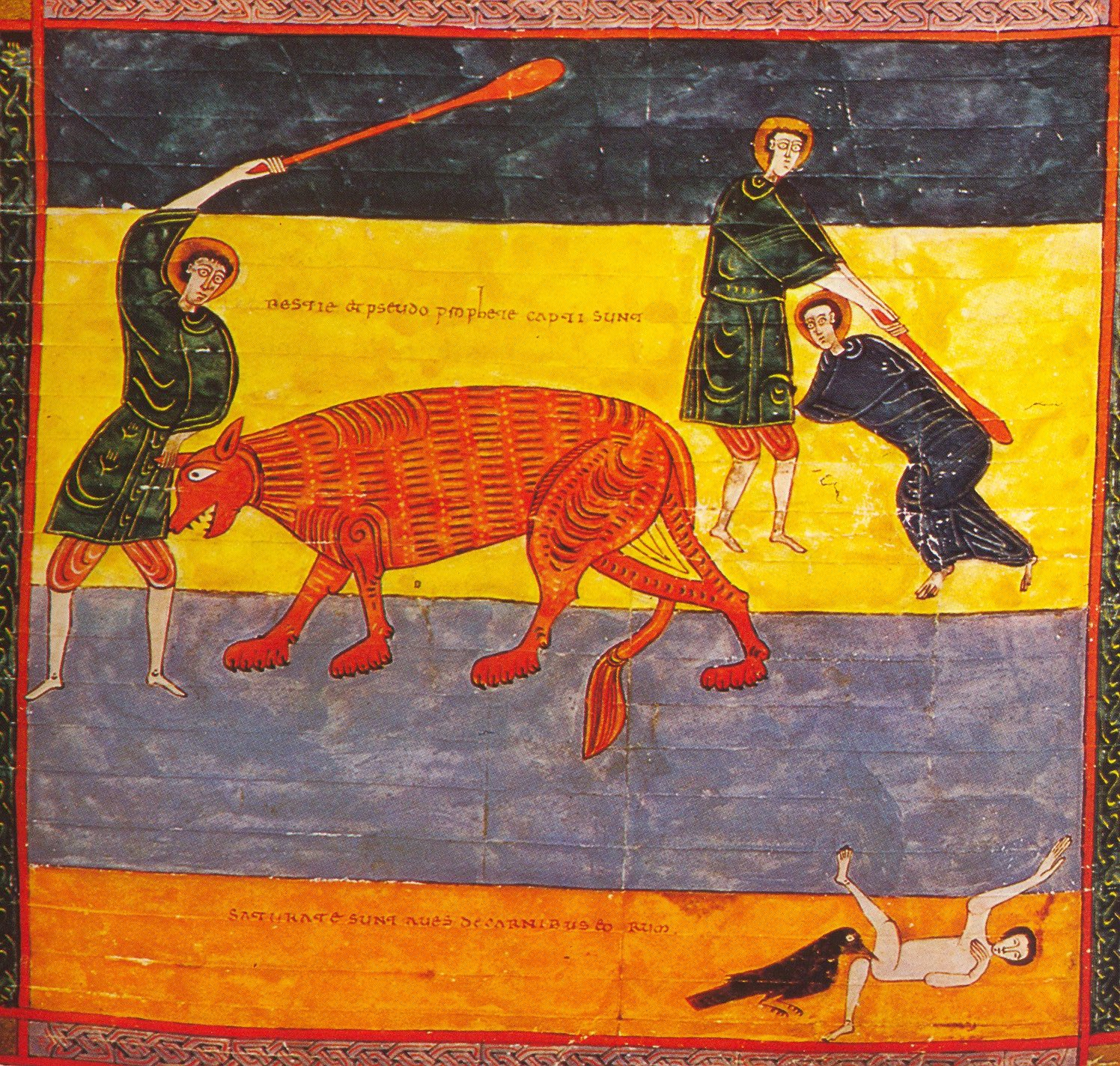
La captura de la Bestia y del Falso Profeta. Apoc. XIX.

En 1063 al rey moro de Sevilla se le impone una paz que además de las parias incluye la entrega de las reliquias de Santa Justa. Pero los emisarios reales no consiguen dar con los restos de la santa y deciden llevarse los de San Isidoro. A él se dedicará el antiguo templo del monasterio de San Juan Bautista, que los reyes habían hecho restaurar con materiales más sólidos que los utilizados bajo Alfonso V y posiblemente añadir un panteón real, que sería la base del que realizó su hija Urraca.
Con motivo de la consagración, los reyes donaron importantes piezas de artes suntuarias, producto del trabajo encargado por la corona a artesanos de la miniatura y el marfil: un crucifijo ebúrneo, un arca de marfil y oro para custodiar las reliquias de San Juan Bautista y San Pelayo, otros objetos preciosos de los que sólo se ha conservado memoria en el documento de donación y quizá el propio códice 'Beato'. Las obras de orfebrería y eboraria muestran un influjo otoniano que se explica por las relaciones entre León y Cluny, que el rey Fernando y el abad Hugo se encargaron de estrechar.
Excepto Alfonso III, que organizó una biblioteca regia, ningún monarca asturiano ni leonés había encargado manuscritos hasta que lo hicieran Fernando I y Sancha, a cuyo patrocinio debemos el famoso 'Beato' y un Diurnal conservado en la Universidad de Santiago de Compostela.
Es muy posible que el papel de la reina en todos estos encargos fuera muy relevante. Su mención en el laberinto del 'Beato' y su retrato en la miniatura del folio 6 del Diurnal dan testimonio de su participación activa en la política cultural de Fernando. Sancha no se conformó con la función de legitimación de la Corona leonesa para su marido, sino que fue una colaborada eficaz de su esposo, a quien convenció de la conveniencia de hacerse enterrar en León en lugar de en Oña o Arlanza.
En efecto, Fernando, un hombre profundamente religioso, sintiéndose enfermo en Valencia, pidió ser llevado a León, a donde llegaba el 24 de diciembre de 1065. De inmediato acude a San Isidoro a rezar y asiste a los maitines de Navidad con los monjes siguiendo la liturgia hispana. Dos días después, en la iglesia, se encomienda a Dios, despojándose de los atributos de su reinado, el manto y la corona, y tras dos días de penitencia, muere, dejándonos un valioso legado cultural.

## El otro "Beato" de la Biblioteca Nacional
Lleva la signatura Vitr. 14-1 y debió copiarse entre 930 y 950, siendo uno de los más antiguos conservados. Fue realizado probablemente en el SE del Reino de León. En el siglo XVI estaba en el Monasterio de San Millán de Suso, razón por la que se le conoce como manuscrito emilianense.
El códice está mutilado, faltándole unas 18 hojas al comienzo y otras tantas al final.